# Bộ Trảo (爪)
Bộ Trảo, bộ thứ 87 có nghĩa là "móng vuốt" là 1 trong 34 bộ có 4 nét trong số 214 bộ thủ Khang Hy.
Trong Từ điển Khang Hy có 36 chữ (trong số hơn 40.000) được tìm thấy chứa bộ này.

## Tự hình Bộ Trảo (爪)

Giáp cốt văn
Kim văn
Đại triện
Tiểu triện

## Chữ thuộc Bộ Trảo (爪)
| Số nét bổ sung | Chữ                       |
| -------------- | ------------------------- |
| 0              | 爪/trảo/ 爫               |
| 4              | 爬/ba/ 爭/tranh/          |
| 5              | 爮/bào/ 爯/xưng/ 爰/viên/ |
| 6              | 爱/ái/                    |
| 8              | 爲/vi/                    |
| 10             | 爳                        |
| 11             | 爴/quặc/                  |
| 14             | 爵/tước/                  |